# 25930 Spielberg
25930 Spielberg (2001 DJ54) là một tiểu hành tinh vành đai chính được phát hiện ngày 21 tháng 2 năm 2001 bởi W. K. Y. Yeung ở Desert Beaver Observatory.